# Quarantièmes rugissants

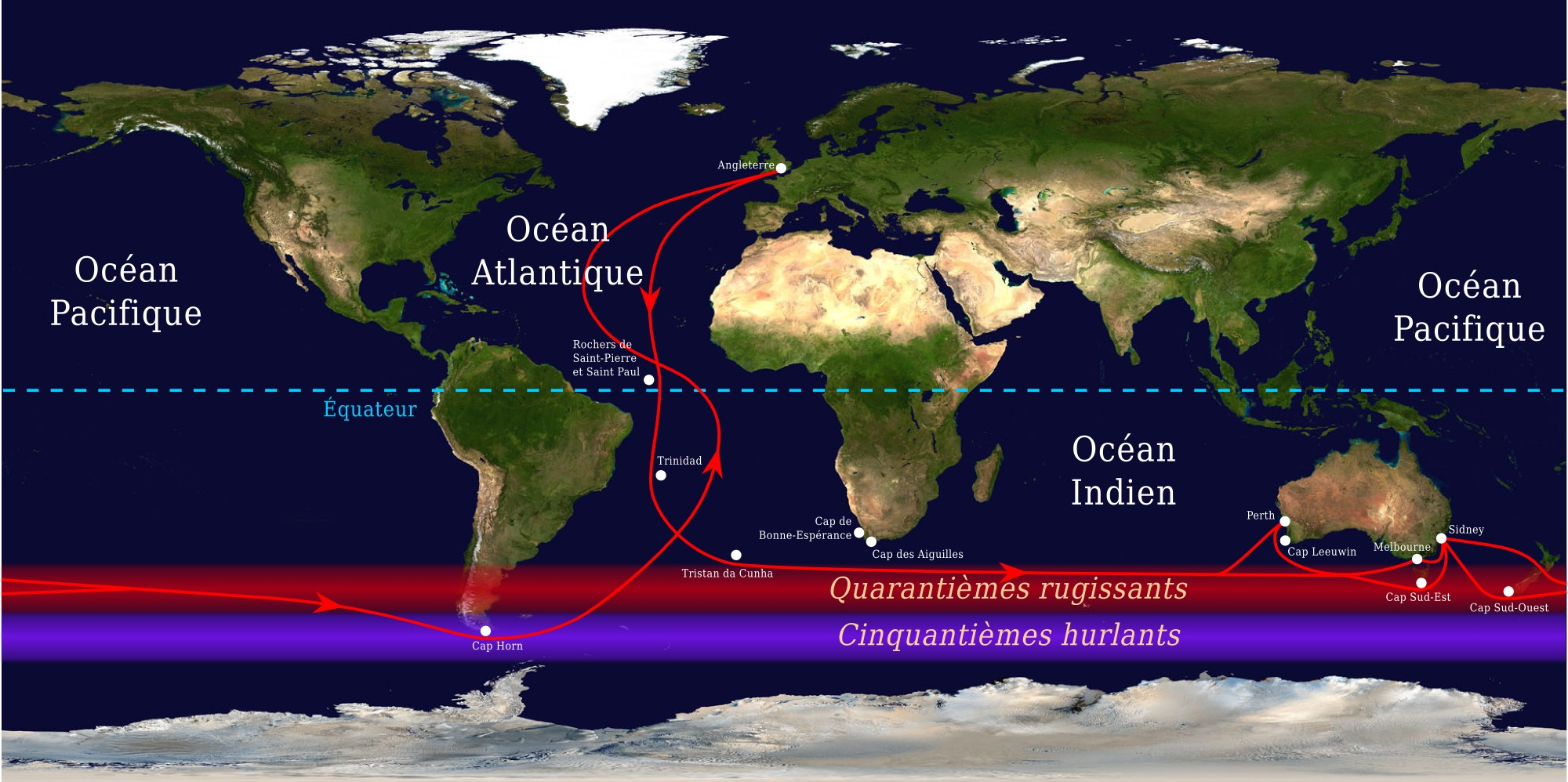
La route commerciale suivie par les bateaux à voile entre l'Angleterre et l'Australie/Nouvelle-Zélande emprunte les quarantièmes rugissants et les cinquantièmes hurlants.

Les quarantièmes rugissants est le nom qui a été donné par les marins aux latitudes situées entre les 40e et 50e parallèles dans l'hémisphère Sud, appelées ainsi en raison des vents forts établis, venant majoritairement de l'ouest. 
Parce qu'il y a moins de masses de terre pour casser la mer et les ralentir, les vents sont particulièrement violents et la mer formée, notamment dans le sud de l'océan Indien, qui est aujourd'hui inclus dans ce qui est connu comme l'océan Austral.

## Découverte
Les vents ont été probablement identifiés, en premier, par le navigateur néerlandais Hendrik Brouwer en 1610 comme un moyen de traverser rapidement l'océan Indien pour aller à Batavia (Compagnie néerlandaise des Indes orientales). À cette époque, la route traditionnelle empruntée par les navigateurs portugais impliquait de suivre la côte de l'Afrique de l'Est après le cap de Bonne-Espérance, par le canal du Mozambique, puis de traverser l'océan Indien, parfois via l'Inde. 
Toutefois, l'occupation portugaise du Mozambique et les risques de navigation ont rendu l'itinéraire beaucoup moins attrayant. La route passant à l'est de Madagascar était aussi difficile, avec des vents et des courants marins changeants et le risque pour un voilier de rester immobilisé dans les calmes  subtropicaux (Pot au noir), et que l'équipage en meure. La solution découverte par Brouwer en 1610 impliquait de naviguer vers l'est entre les latitudes 35°-45°S avant de changer de route au passage du 110e méridien est. En utilisant les vents d'ouest dominants, ladite route de Brouwer réduisait le temps du trajet et est alors devenue habituelle pour tous les vaisseaux hollandais. 
Cependant, au XVIIe siècle la détermination de la longitude n'était pas encore chose facile et les bateaux risquaient de se fracasser sur les récifs et la côte de l'Australie occidentale.

## Théorie
Dans les régions subtropicales au niveau des latitudes des chevaux, les cellules de Hadley produisent une série d'anticyclones semi-permanents dans l'hémisphère sud. La direction générale des vents entre ceux-ci et l'Antarctique devient d'ouest dans la cellule de Ferrel entre 30 et 60 degrés. Dans ce flux se développent des dépressions qui ne subissent que peu de friction, ne rencontrant que la pointe sud de l'Amérique du Sud, la Nouvelle-Zélande et la Tasmanie sur leur passage. Elles peuvent donc devenir très intenses et donner des vents de direction générale d'ouest au niveau du 40e parallèle sud.
La vitesse moyenne du vent à ces latitudes est comprise entre 15 et 25 nœuds.

## Effets
Les vents des quarantièmes rugissants ont joué un rôle significatif dans le choix de la route suivie par les clippers et donc sur le commerce entre l'Europe, l'Amérique du Sud et l'Orient. 
Wellington est la seule capitale nationale située dans les latitudes des quarantièmes rugissants. Elle est surnommée « Windy Wellington » ou « Windy Welly » à cause du fort vent omniprésent accentué par l'effet Venturi de sa position sur le détroit entre les deux îles principales de Nouvelle-Zélande. 
L'île de Tasmanie, l'État le plus méridional de l'Australie, est située entièrement dans les quarantièmes rugissants et a, par conséquent, un littoral occidental moins peuplé et balayé par les vents. De même, le sud de l'Amérique du Sud, la Patagonie, est continuellement balayé par les vents des Quarantièmes rugissants et des Cinquantièmes hurlants.
Un dicton marin commente : « Sous 40 degrés, il n’y a plus de lois, mais sous 50 degrés, il n’y a plus de Dieu. » 